# Neiva rufipes
Neiva rufipes är en insektsart som beskrevs av Melichar 1925. Neiva rufipes ingår i släktet Neiva och familjen dvärgstritar. Inga underarter finns listade i Catalogue of Life.